# Модржице
Модржице (чеш. Modřice), (нем. Mödritz) — город Южноморавского края Чехии в историческом регионе Моравия. Муниципалитет с расширенными полномочиями.
Расположен близ южной окраины Брно, на правом берегу р. Свратка в 1,5 км от её слияния с р. Свитава. Модржице и Брно связывает трамвайная линия № 2.

## История
Первое письменное упоминание встречается в 1141 году в документе Епископа Оломоуца Йиндржиха Здика. В 1200 году здесь была построена церковь Св. Готтарда, а в 1274 году епископ Бруно фон Шауэнбург построил епископский замок. С 1306 года стали развиваться виноградники. В 1340 году возник рынок. С 1514 года Модржице — центр виноделия, пивоварения, финансовых услуг. В 1727 году через Модржице была проложена имперские дорога из Вены в Брно, а в 1839 году железная дорога.
С XIII века немецкое население постоянно увеличивалось и в начале XX века составляло преобладающее большинство. С 1939 года до окончания Второй мировой войны входил в состав Протектората Богемии и Моравии.
В мае 1945 года в ходе Брюннского марша смерти, организованного чехословацкой администрацией, немецкое население города Брно и близлежащих деревень было выселено в Австрию.

## Население
| Год  | Численность | Численность |
| ---- | ----------- | ----------- |
| 1869 | 1619        | [ 5 ]       |
| 1880 | 1834        | [ 5 ]       |
| 1890 | 1890        | [ 5 ]       |
| 1900 | 2014        | [ 5 ]       |
| 1910 | 2205        | [ 5 ]       |
| 1921 | 2237        | [ 5 ]       |
| 1930 | 2509        | [ 5 ]       |
| 1950 | 2423        | [ 5 ]       |
| 1961 | 2787        | [ 5 ]       |
| 1970 | 3381        | [ 5 ]       |
| 1980 | 4115        | [ 5 ]       |
| 1991 | 3484        | [ 5 ]       |
| 2001 | 3504        | [ 5 ]       |
| 2011 | 4845        | [ 5 ]       |
| 2014 | 4893        | [ 6 ]       |
| 2016 | 5053        | [ 7 ]       |
| 2017 | 5191        | [ 8 ]       |
| 2018 | 5246        | [ 9 ]       |
| 2019 | 5296        | [ 10 ]      |
| 2020 | 5329        | [ 11 ]      |
| 2021 | 5410        | [ 12 ]      |
| 2022 | 5263        | [ 13 ]      |
| 2023 | 5572        | [ 14 ]      |
| 2024 | 5656        | [ 3 ]       |

## Галерея

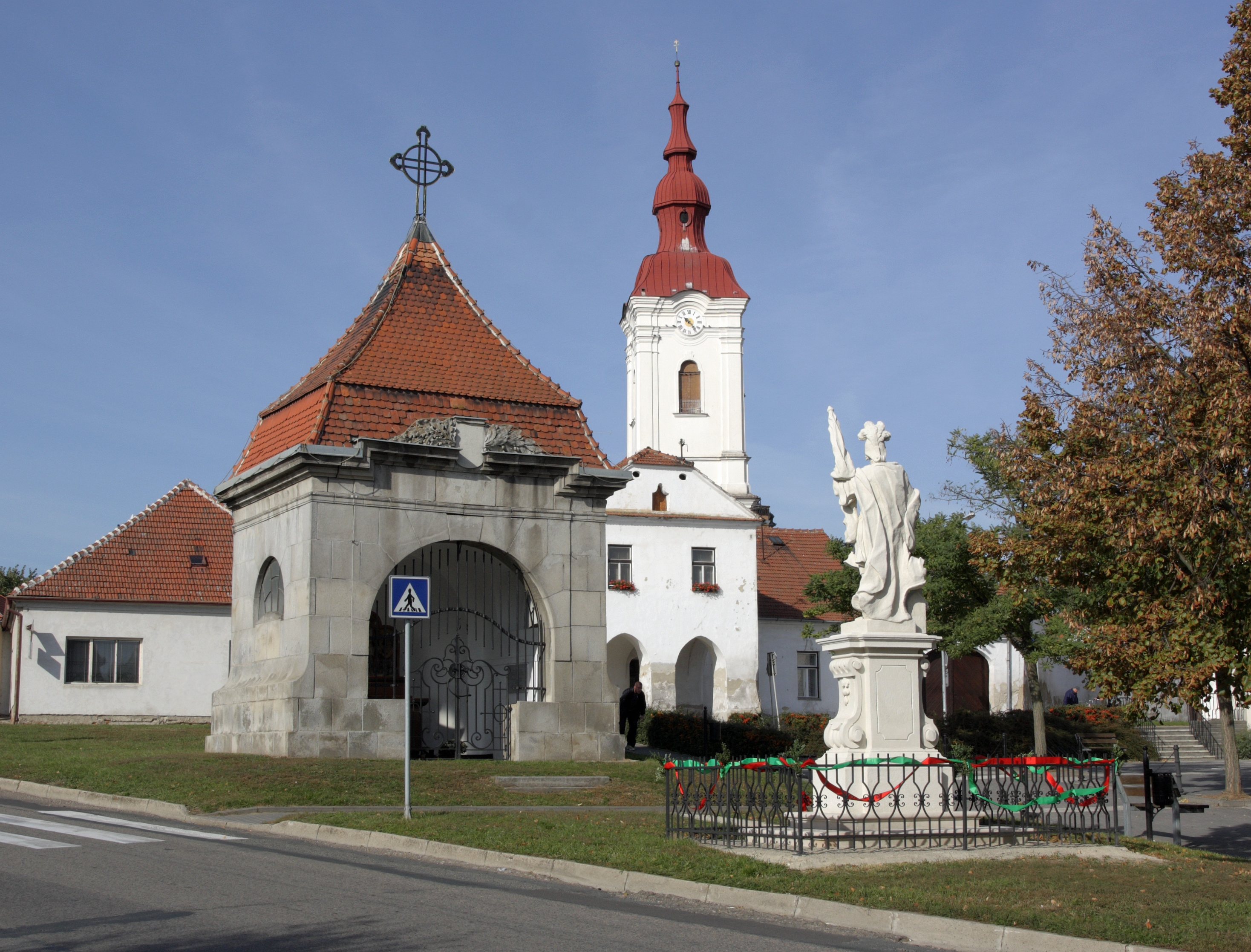
Площадь Свободы
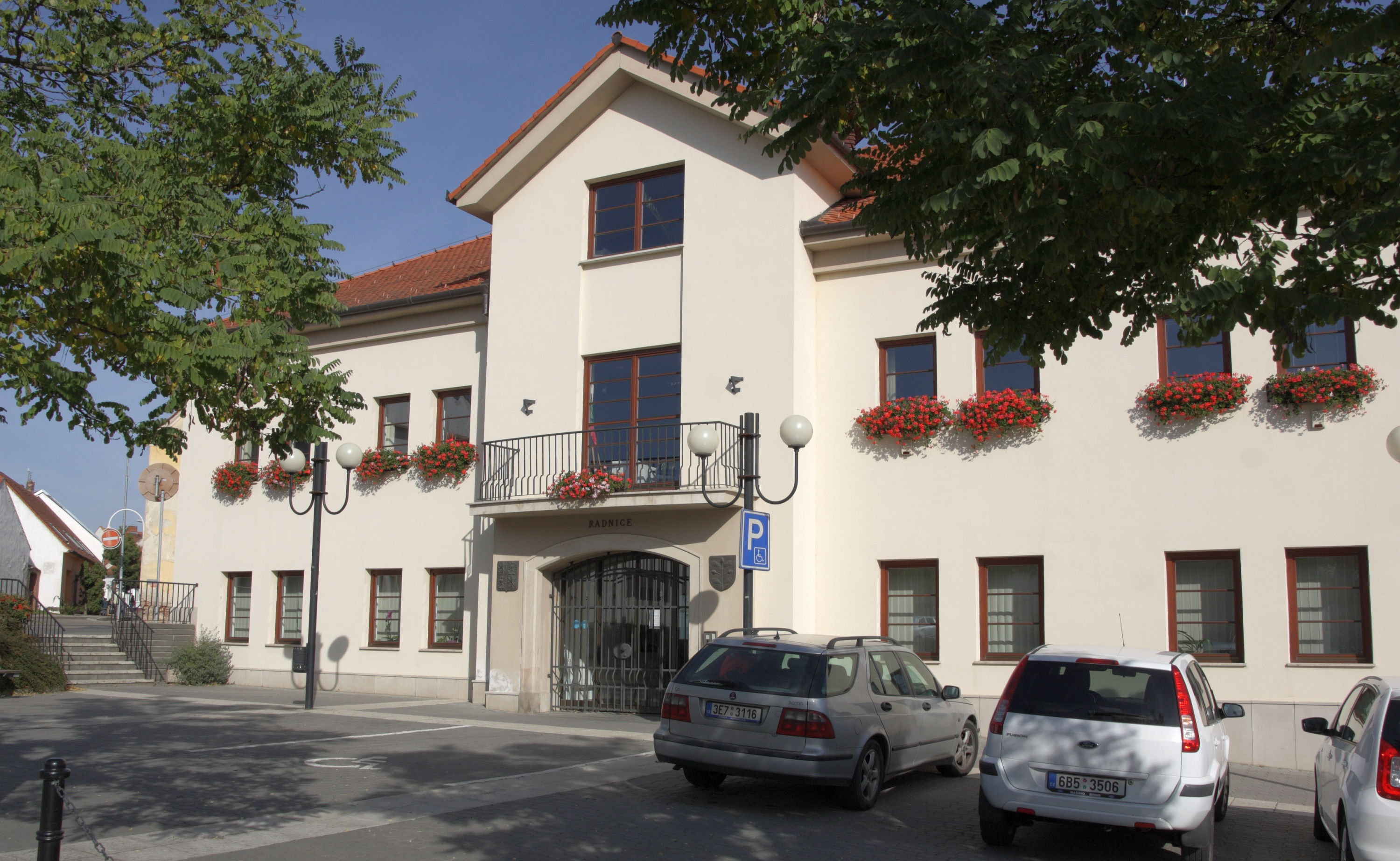
Магистрат
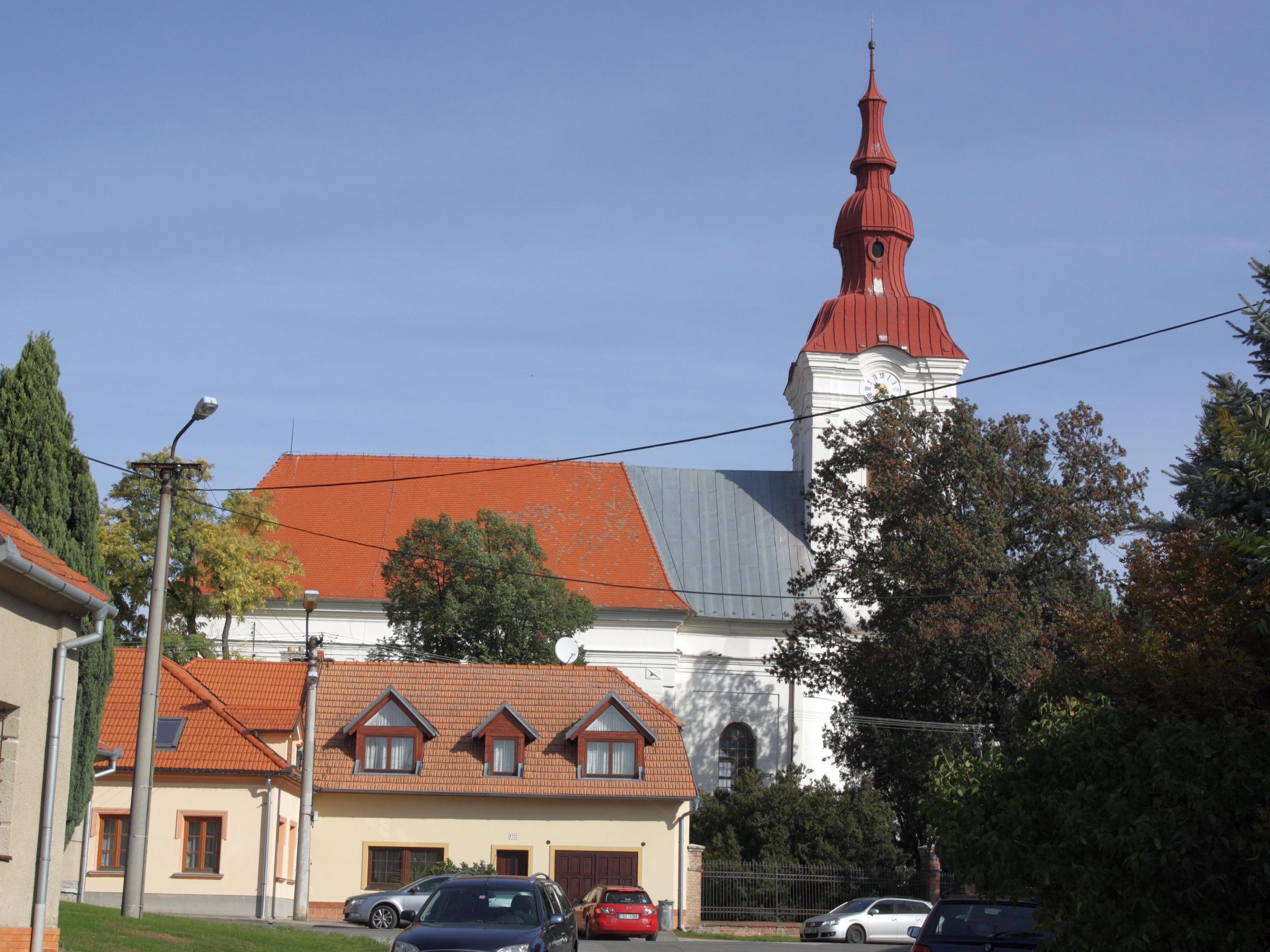
Костёл св. Готарда
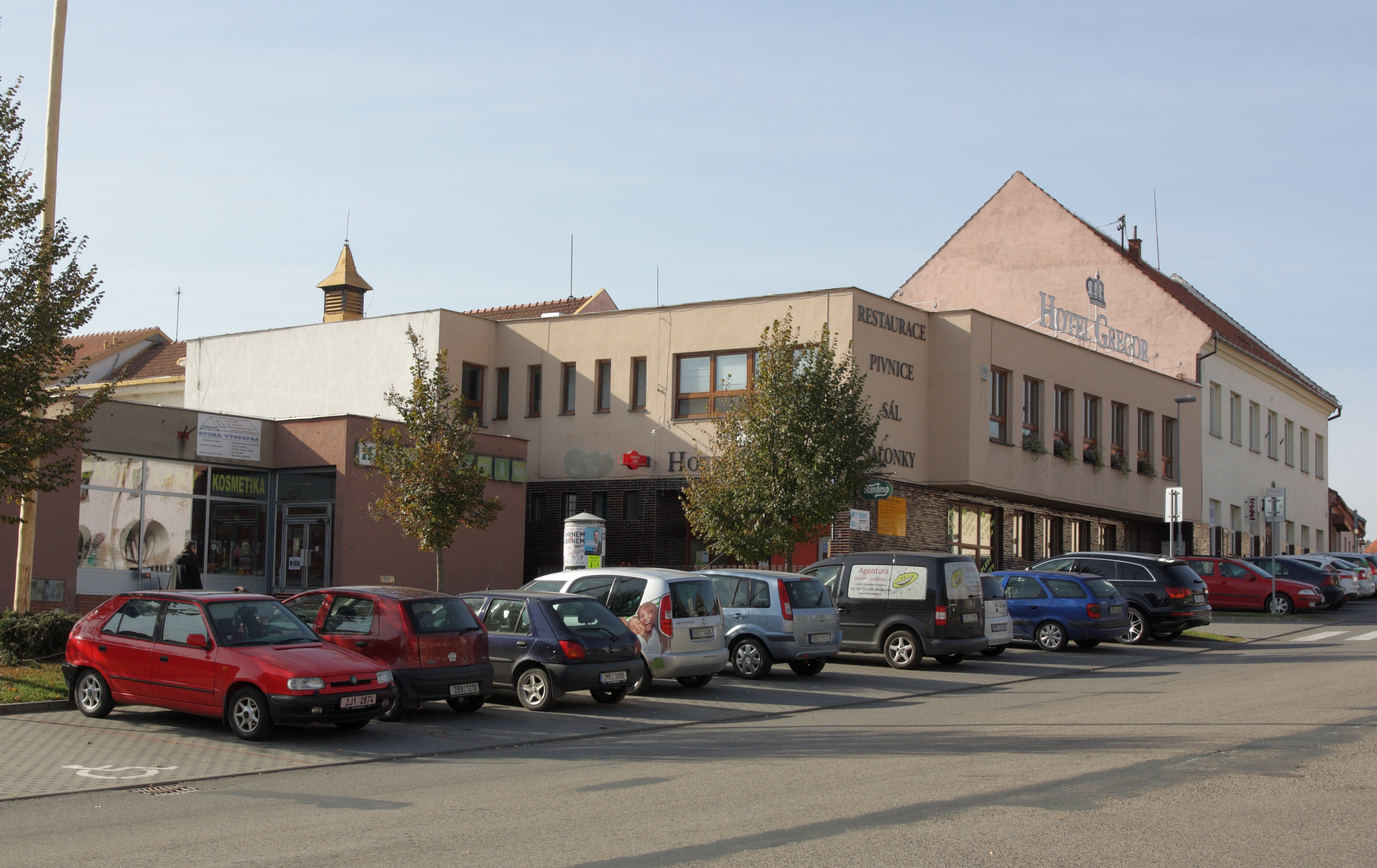
Отель «Gregor»
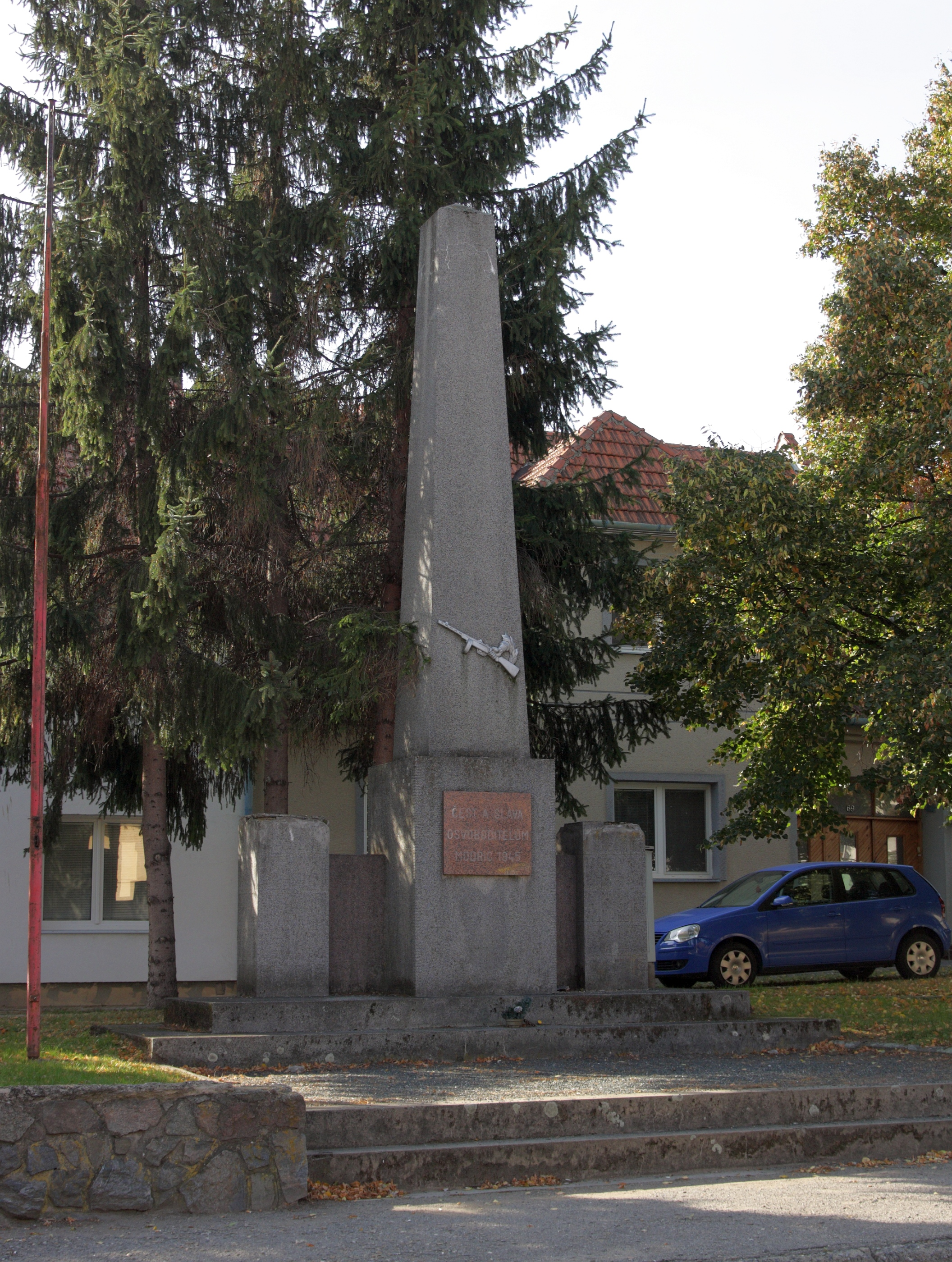
Памятник воинам Красной Армии